# Telemark fylke
Telemark fylke är ett fylke i södra Norge. Det gränsar mot fylkena Vestfold, Buskerud, Vestland, Agder samt Rogaland. Fylkets residensstad är staden Skien.
Det efter år 1660 upprättade Bratsberg amt innefattade det äldre Skiðusýsla, eller Bamble och Telemarken, det vill säga ungefär samma distrikt, som från reformationen hade burit namnet Bratsbergs län (under en del av 1600-talet tillhörde Bamble till Nedenes). Länet hade namn efter gården Bratsberg, som var säte för befallningshavaren.
Området är i det hela bergigt, i synnerhet i Telemarken. Det viktigaste vattendraget är Skienselva, som bildas av flera sammanflytande älvar, och som från Norsjø strömmar ut i Skiensfjorden. Den västra delen av landskapet avvattnas av Nidelva. Omkring Skiensfjorden ligger städerna Skien, Porsgrunn, Brevik och Kragerø samt "lastningsplatserna" Langesund och Stathelle. Telemarks natur domineras av dalar och berg; bra exempel på detta är kommunerna Seljord och Tinn.
Den första bergverksdriften i Norge lär ha bedrivits i detta område.
Enligt lag av 14 augusti 1918 ändrades namnet Bratsberg amt från 1919 till Telemark fylke.
Den 1 januari 2020 inrättades Vestfold og Telemark fylke, bildat genom sammanslagning av Telemark och Vestfold fylke. Detta fylke upplöstes och Telemark fylke återupprättades den 1 januari 2024.

## Kommuner
I Telemark fylke finns 17 kommuner:
- Bamble kommun
- Drangedals kommun
- Fyresdals kommun
- Hjartdals kommun
- Kragerø kommun
- Kviteseids kommun
- Midt-Telemarks kommun
- Nissedals kommun
- Nome kommun
- Notoddens kommun
- Porsgrunns kommun
- Seljords kommun
- Siljans kommun
- Skiens kommun
- Tinns kommun
- Tokke kommun
- Vinje kommun

## Städer
I Telemark fylke finns åtta städer:
- Brevik
- Kragerø
- Langesund
- Notodden
- Porsgrunn
- Rjukan
- Skien (residensstad)
- Stathelle

## Bilder

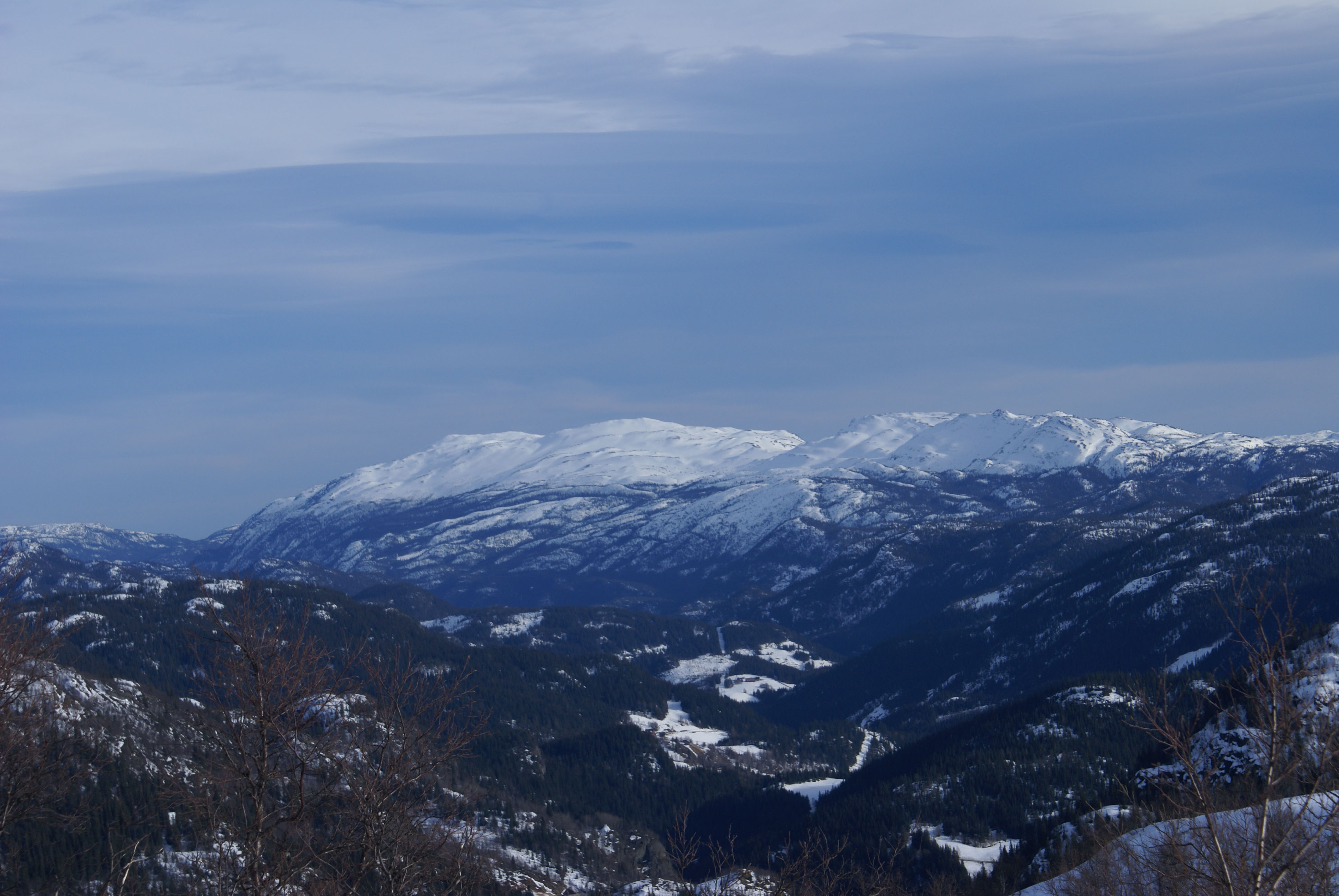
Vinterlandskap i Telemark.
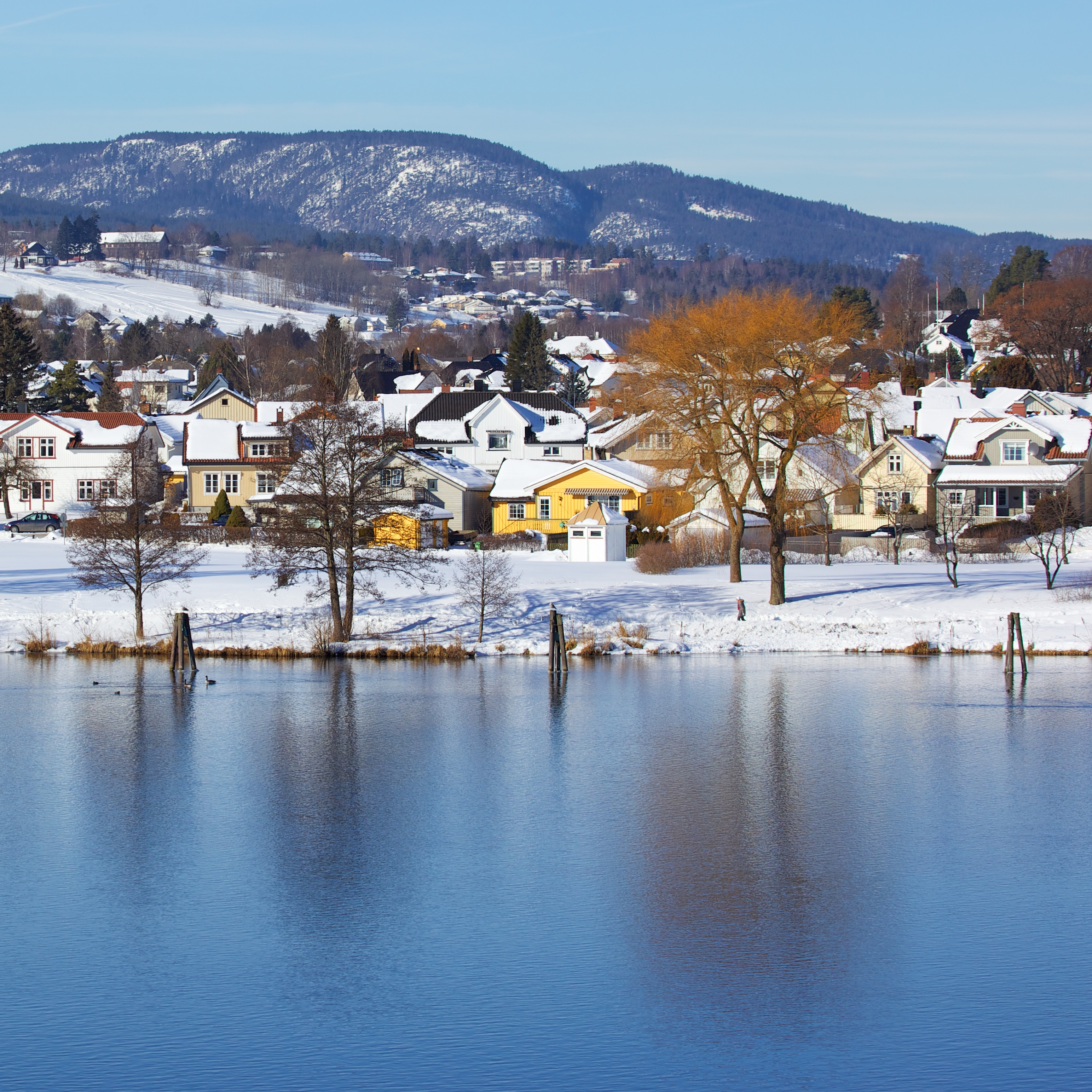
Bakkestranda och Farelva i Skien.
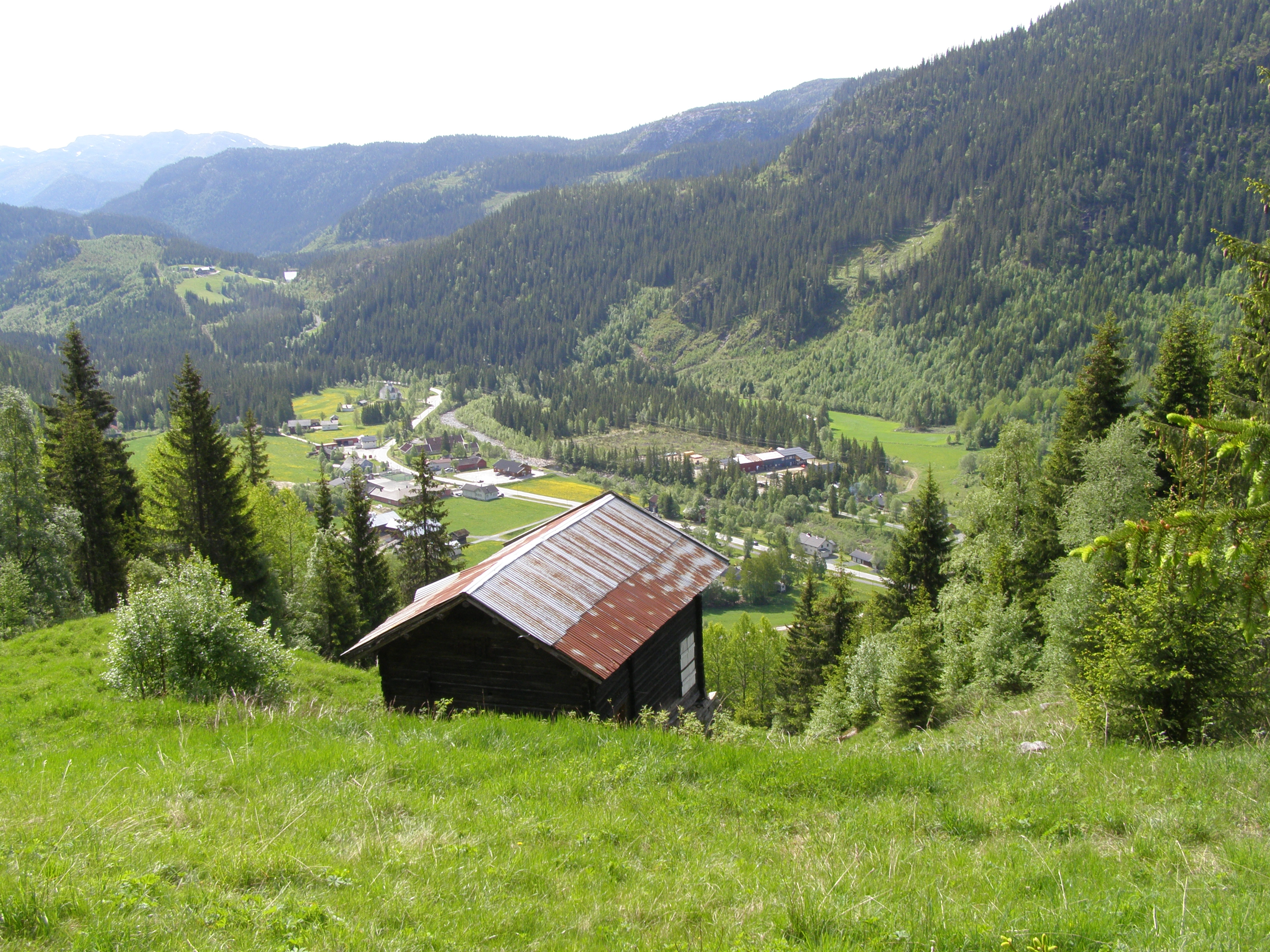
Åmotsdal.